# Karl Robert-Tornow
Karl Wilhelm Hermann Robert-Tornow (* 14. April 1851 in Runow; † 21. Januar 1892) war ein preußischer Landrat im Kreis Labiau, Provinz Ostpreußen.

## Leben
Karl Robert-Tornow wurde auf dem Gut seines Vaters, Gustav Robert-Tornow (1822–1888), in Runow in Hinterpommern geboren. Seine Mutter war die Schwester des Baumeisters Albrecht Türrschmiedt. Karls Vater, ein studierter Landwirt, erwarb nach ausgedehnten Reisen in Europa zwei Güter im pommerschen Landkreis Regenwalde und machte sie zu Mustergütern. Er war zeitweise Landtagsabgeordneter und widmete sich seinen geistigen Interessen, von denen eine umfangreiche Bibliothek zeugte. Sein jüngerer Bruder war der spätere Bibliothekar und Übersetzer Walter Robert-tornow.
Robert-Tornow beendete Ostern 1870 mit dem Abitur am Friedrichs-Gymnasium seine Schullaufbahn und ging zum Militär. 1879 war er als Sekondeleutnant im Ulanen-Regiment 15 und hatte bereits das Eiserne Kreuz II. Klasse erhalten.
Im Januar 1874 war er Kammergerichtsreferendar geworden und hatte im Juni 1878 seine zweite Staatsprüfung abgelegt. Anschließend war er als Gerichtsreferendar am Kreisgericht Templin und als Hilfsrichter an der Gerichtskommission in Zossen. Im Februar 1879 erfolgte seine Übernahme als Regierungsassessor in die allgemeine Verwaltung und er kam in die Landdrostei Aurich. Von August 1879 bis September 1880 war er Hilfsbeamter am Amt Göttingen.
Am 2. November 1881 wurde er zum Landrat ernannt und amtierte bis zu seinem plötzlichen Tod am 21. Januar 1892.
Er war der Vater vom späteren Landrat Nikolaus Robert-Tornow.